# Stalagmiet

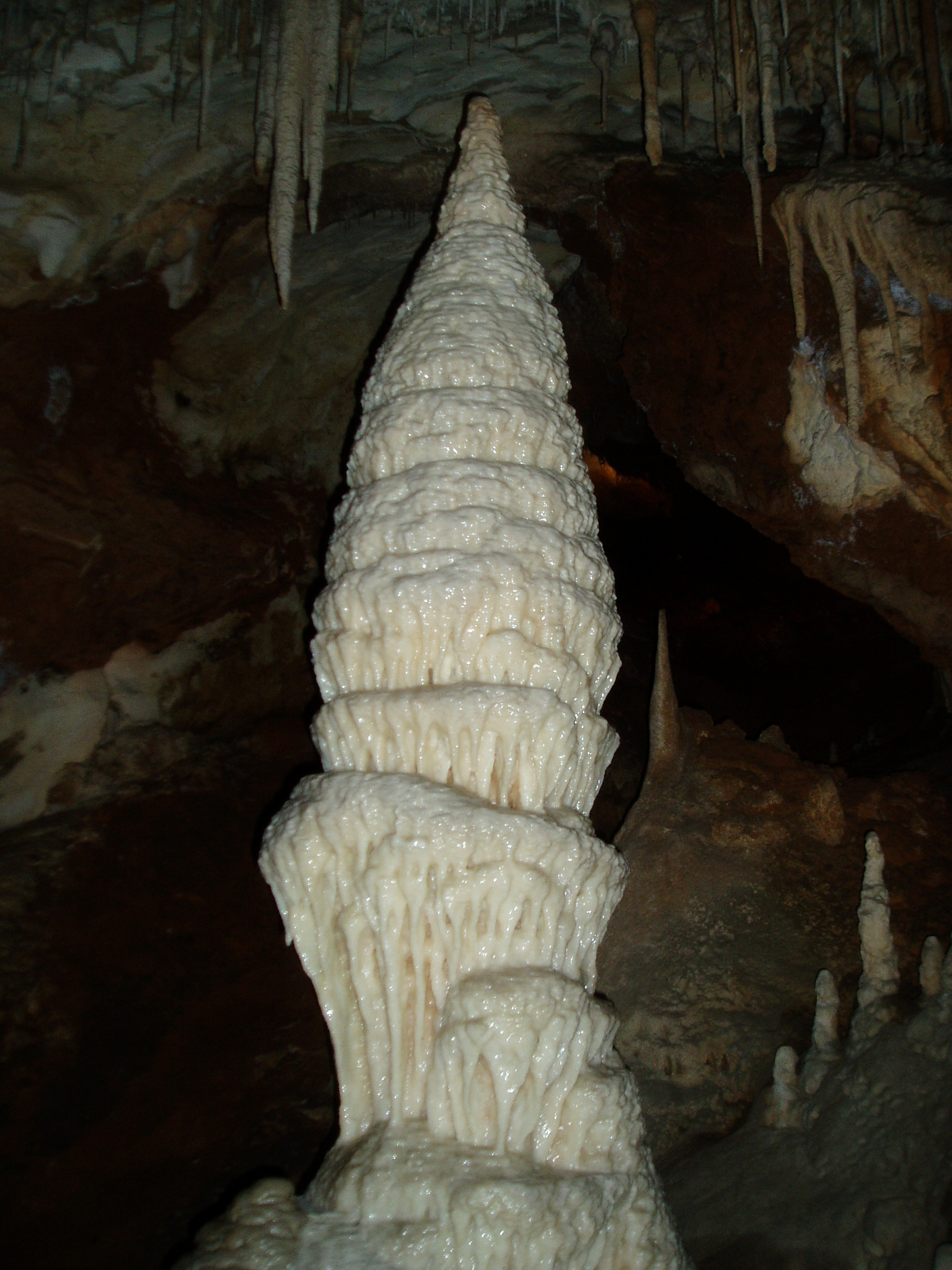
Witte stalagmiet

Een stalagmiet is een druipsteenkegel van calciet die vanaf de grond omhoog gegroeid is. Stalagmieten komen voornamelijk voor in druipsteengrotten. 
Stalagmieten ontstaan uit het water dat afdruipt van kegels die van het dak van een grot naar beneden groeien, de zogenaamde stalactieten. Het water valt met een schok op de grond, waardoor het opgeloste calciet neerslaat. Dit proces herhaalt zich en na verloop van tijd ontstaat er onder de stalactiet een opwaarts groeiende pendant: de stalagmiet. Als het proces zich lang genoeg voortzet, kunnen de stalactiet en de stalagmiet aan elkaar groeien tot een druipsteenzuil.